# Slavné stavby Prahy 2
Slavné stavby Prahy 2 je publikace nakladatelství Foibos Books, která byla vydána v roce 2011 ve spolupráci se společnostmi Foibos, Foibos Bohemia a Městskou částí Praha 2. Publikace obsahuje informace o 63 stavbách na území Prahy 2. Knihu zpracoval kolektiv autorů pod vedením Marie Platovské.

## Kolektiv autorů
- Klára Benešovská
- Lukáš Beran
- Hana Hermanová
- Ludmila Hůrková
- Šárka Koukalová
- Patrik Líbal
- Taťána Petrasová
- Marie Platovská
- Petr Kratochvíl
- Pavel Vlček
- Michal Zlámaný

## Seznam staveb
1. Rotunda sv. Martina
2. Rotunda sv. Longina
3. Kostel svatého Václava na Zderaze

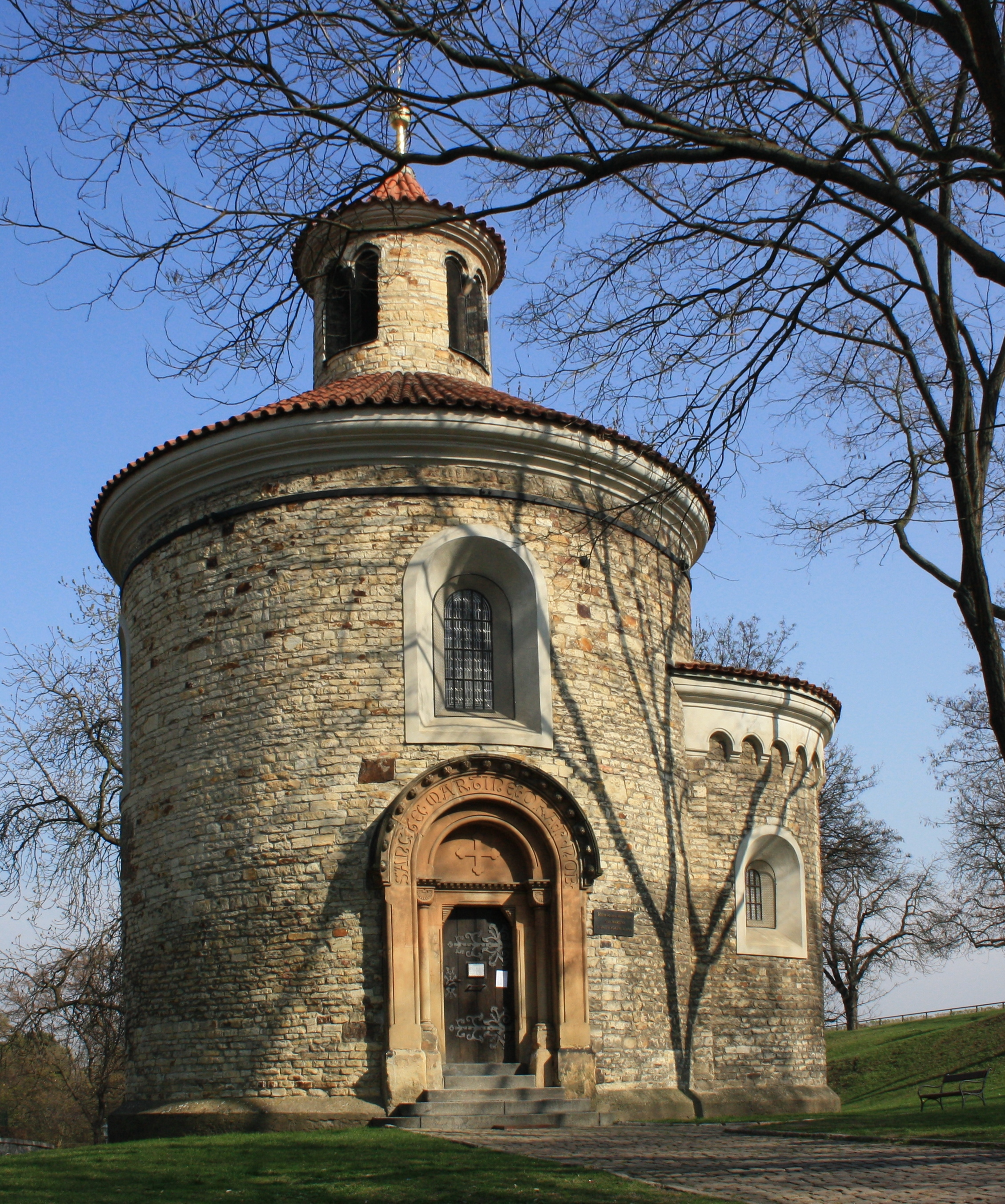
Rotunda svatého Martina

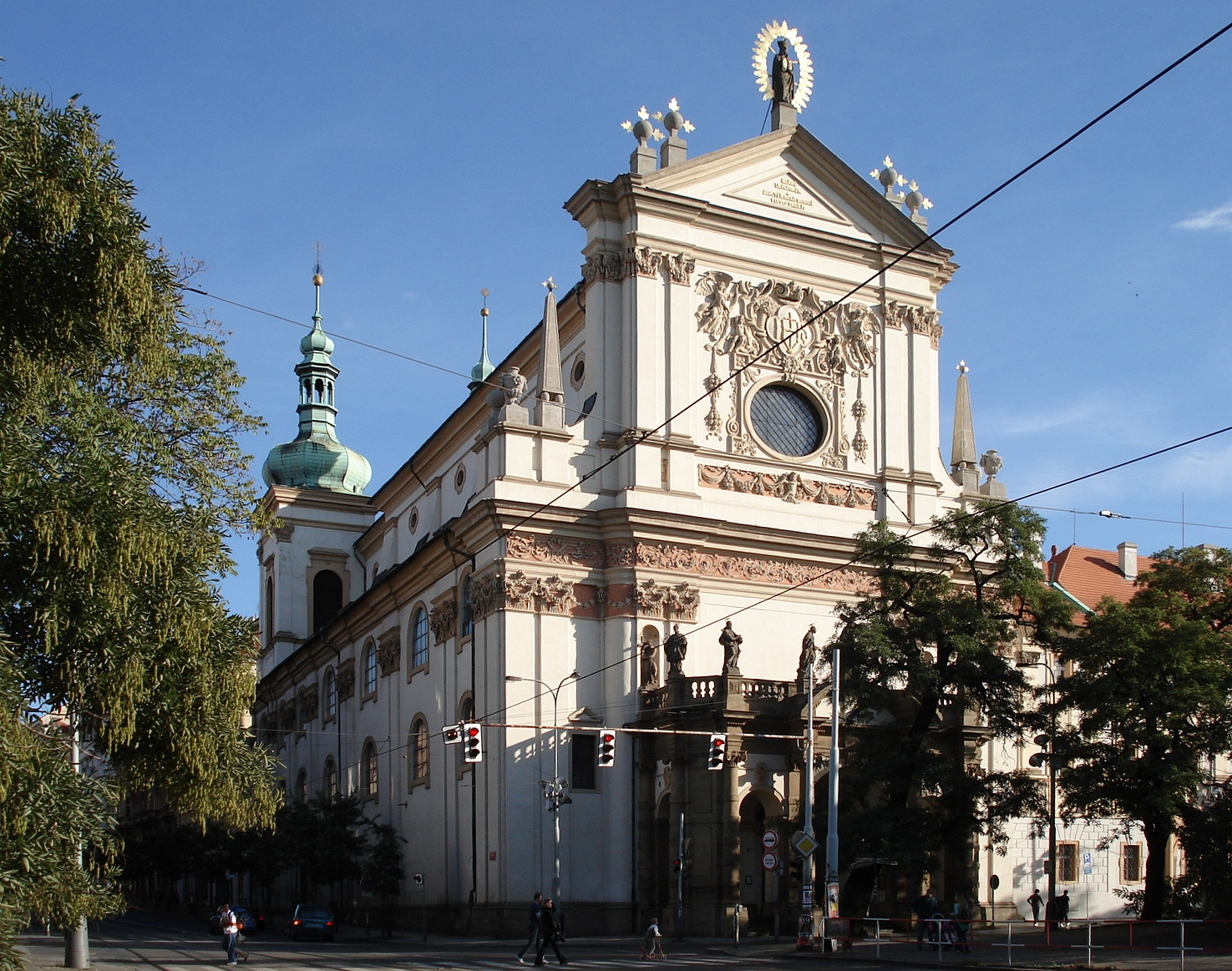
Kostel svatého Ignáce

4. Emauzy. Benediktinský klášter Ma Slovanech s kostelem P. Marie, sv. Jeronýma, Cyrila a Metoděje, Vojtěcha a Prokopa
5. Kostel sv. Štěpána, zvonice a fara
6. Kostel Panny Marie a Karla Velikého na Karlově a klášter augustiniánů kanovníků
7. Kostel sv. Kateřiny s klášterem augustiniánů poustevníků
8. Kostel sv. Apolináře
9. Novoměstská radnice, Budova bývalého c. k. trestního soudu
10. Podskalská celnice zv. Výtoň
11. Palác Mladotovský, zv. Faustův dům (dvůr Opavských vévodů) a bývalá Všeobecná nemocnice a novoměstský Ústav šlechtičen (nyní Všeobecná fakultní nemocnice)
12. Barokní pevnost Vyšehrad s branami
13. Bývalá vila Voračických z Paběnic
14. Kostel sv. Ignáce s jezuitskou kolejí a kaplí sv. Františka Xavera
15. Vila zv. Amerika
16. Kostel Panny Marie Sedmibolestné a klášter alžbětinek s nemocnicí
17. Kostel sv. Cyrila a Metoděje (dříve sv. Karla Boromejského) s někdejším domem pro vysloužilé kněze
18. Kostel sv. Jana Nepomuckého na Skalce
19. Viniční usedlost Vondračka; Kaple sv. Rodiny
20. Budova bývalé Tělocvičné jednoty pražské (Sokol Pražský)
21. Nemocnice pražského obchodnictva (Kupecká nemocnice)
22. Zemská porodnice
23. Gröbeho vila
24. Nádraží Vyšehrad; Nádraží Královské Vinohrady, Železniční most, Vinohradské tunely
25. Budova bývalé České polytechniky (dnes ČVUT)
26. Dům sochaře Bohuslava Schnircha
27. Vila Osvěta a jiné vinohradské vily[p 1]
28. Kapitulní kostel sv. Petra a Pavla
29. Vinohradská záložna
30. Škola Na Smetance
31. Farní kostel sv. Ludmily
32. Národní dům na Vinohradech
33. Vinohradská synagoga (zbořená)
34. Hlavní nádraží (nádraží Františka Josefa, 1871-1919; nádraží Wilsonovo, 1919-1940, asi 1945-1953; od roku 1990 čestný název Nádraží prezidenta Wilsona)
35. Městská ústřední tržnice
36. Neobarokní domy na náměstí Míru; Neogotický nájemní dům na Vinohradské třídě
37. Hlávkova studentská kolej; Studentská kolej Budeč
38. Sborový dům Českobratrské církve evangelické
39. Divadlo na Vinohradech
40. Tiskárna Unie
41. Laichterův dům
42. Secesní činžovní domy na Rašínově nábřeží
43. Kubistický trojdům; Kovařovičova vila[p 2]
44. Kubistické činžovní domy
45. Všeobecný penzijní ústav
46. Univerzitní areál Albertov
47. Spolkový dům Zemědělské osvěty
48. Ministerské budovy
49. Palác Radio; Kancelářská budova Čs. tabákové režie; Nakladatelství Orbis
50. Dům České zemské hasičské jednoty
51. Zubní muzeum prof. Jesenského
52. Dům Jednoty čsl. soukromých úředníků
53. Vila továrníka Josefa Eismanna
54. Budova Českého rozhlasu
55. Dům Černý pivovar
56. Polyfunkční dům pro JUDr. Svojsíka
57. Vinohradská sokolovna
58. Poliklinika na Karlově náměstí
59. Nájemní dům v Anglické ulici
60. Nuselský most
61. Budovy Sdružení projektových ateliérů
62. Komplex bývalého Plynárenského dispečinku a Federálního ministerstva paliv a energetiky (dnes ČEZ a.s.)[p 3]
63. Tančící dům
64. Rekonstrukce domů v Záhřebské ulici